# 臼杵長景
臼杵 長景（うすき ながかげ）は、戦国時代の武将。大友氏の家臣。大友義長より偏諱を賜り、長景と名乗る。

## 生涯
臼杵氏は、元は大神姓であったが、後に大友氏から養子を送り込まれて大友一門となった。
長景は臼杵氏出身者としては初の加判衆を務め、大友義長・義鑑の代に重臣として活躍し、永正13年（1516年）の朽網親満の反乱や、大永7年（1527年）の佐伯惟治の反乱鎮圧に功を挙げたが、佐伯氏との戦いの後に病を得て急死した。これは滅ぼした佐伯惟治の怨霊のためであるという伝承があるが、翌大永8年（1528年）までは加判衆としての活動が見られ、その頃までは存命していたと推測される。

## 家系
長景の父・義直、叔父・治直からの系譜を以下にまとめた。続柄は長景を基準としている。
- 父：臼杵義直（よしなお） - 長門守。
- 叔父：臼杵治直（はるなお）- 大友親治より偏諱を賜る。
  - 従弟：臼杵鑑泰（あきやす） - 備前守。子に臼杵鎮道（しげみち）。
  - 従弟：臼杵鑑親（あきちか） - 安芸守。子に臼杵鎮方（しげかた）。
- 臼杵長景
  - 子：臼杵鑑栄（あきよし）- 民部少輔。加判衆。
    - 孫： 臼杵鎮辰（しげたつ）- 三河守。子に臼杵統益（むねます）。

  - 子：臼杵鑑続 - 安房守、加判衆。
  - 子：臼杵鑑景（鑑速） - 越中守、加判衆。豊後三老の一人。
    - 孫：臼杵統景（むねかげ）- 1578年（天正6年）の耳川の戦いで敗死。従兄・鎮尚が跡を継ぐ。

  - 子：臼杵鑑定（あきさだ） - 右京亮。
    - 孫：臼杵鎮定（しげさだ）- 別名、鎮生（しげあり）。父と同じく右京亮。大友義鎮（宗麟）の死後はその子・義統に仕えて、文禄・慶長の役にも出陣したが、義統がこの戦役の最中に改易されると、大友氏を退出して上洛した。その後は行方不明。
      - 曾孫：臼杵統久（むねひさ）- 初名、統定、統貞（読みはともに「むねさだ」）。一説には吉弘鎮信からの養子。子に茂勝（しげかつ。五左衛門、実は池辺彦左衛門の子）、孫に統安（むねやす）。

  - 子：臼杵鑑良（あきよし）- 民部少輔。のち鎮良（しげよし）。
    - 孫：臼杵鎮長（しげなが）
    - 孫：臼杵鎮信（しげのぶ）

  - 子：臼杵鎮続（紹冊） - 鑑常、鎮広。安房守。
  - 子：臼杵鎮氏（しげうじ）- 進士兵衛。
  - 子：臼杵鎮順（しげのぶ）
    - 孫： 臼杵鎮尚（しげなお）- 美濃守。子に臼杵鎮理（しげまさ）。従弟・統景の跡を継ぐ。

  - 子：臼杵統光（むねみつ） - 子の臼杵統敦（むねあつ）と二代にわたって大友義統より偏諱を賜る。
- 弟： 臼杵鑑連（ちかつら）- 安芸守。天文七年、柑子ヶ岳城番。
  - 甥：臼杵安芸守鑑続 - 安芸守。柑子ヶ岳城番。永禄8年4月19日、柑子ヶ岳城にて戦死。子に立花與三左衛門統勝